# 12646 Avercamp
12646 Avercamp este o planetă minoră (asteroid) din centura de asteroizi. A fost descoperită pe 25 septembrie 1973 la Observatorul Palomar de Cornelis Johannes van Houten. 
Obiectul prezintă o orbită caracterizată de o semiaxă mare de 2,666646 UAi, o excentricitate de 0,23, o înclinație de 8,88734 ° în raport cu ecliptica.